# غرانت شالمرز
غرانت شالمرز (بالإنجليزية: Grant Chalmers)‏ هو لاعب كرة قدم بريطاني، ولد في 12 سبتمبر 1969 في غيرنزي. شارك مع منتخب غيرنسي لكرة القدم. أما مع النوادي، فقد لعب مع نادي برينتفورد ونادي دونكاستر روفرز.